# Violeta Szekely
Violeta Szekely, rozená Violeta Beclea (* 26. března 1965, Dolhești, Suceava), je bývalá rumunská atletka, běžkyně, která se specializovala na střední tratě. Její hlavní disciplínou byl běh na 1500 metrů.

## Sportovní kariéra
Poprvé se na velkém šampionátu představila v roce 1987 v Indianapolisu, kde na halovém MS zkoušela uspět v závodě na 800 metrů. Ve druhém rozběhu obsadila třetí místo a do finále nepostoupila, když skončila jako první nepostupující. O dva roky později na halovém světovém šampionátu v Budapešti doběhla ve finále těsně pod stupni vítězů, na 4. místě. V roce 1990 vybojovala na halovém ME ve skotském Glasgowě bronzovou medaili v běhu na 1500 metrů.
Stříbrnou medaili z běhu na 800 metrů si odvezla z halového MS 1991, které se konalo ve španělské Seville. V cílové rovince nestačila jen na německou běžkyni Christine Wachtelovou, která byla o 24 setin sekundy rychlejší. Stříbro získala také na následujícím halovém MS 1993 v Torontu, kde uspěla na patnáctistovce. Halovou mistryní světa se tehdy stala Ruska Jekatěrina Podkopajevová, která v cíli byla o 12 setin rychleji než Rumunka.
V roce 1994 na halovém ME v Paříži skončila v běhu na 1500 metrů na 4. místě. Na evropském šampionátu v Helsinkách nepostoupila z rozběhu, když v něm obsadila poslední místo. V halové sezóně roku 1995 měla pozitivní dopingový nález na anabolika a následně dostala tříletý zákaz startů, který začal platit 15. února.
Hned po svém návratu vybojovala v březnu roku 1998 bronzovou medaili na halovém ME ve Valencii. V témže roce se zúčastnila také evropského šampionátu v Budapešti, kde postoupila do finále, v němž se umístila na 5. místě. V roce 1999 získala stříbro na halovém mistrovství světa v japonském Maebaši. Ve finále běhu na 1500 metrů si vytvořila výkonem 4:03,53 nový osobní rekord a prohrála jen s krajankou Gabrielou Szabóovou, která cílem proběhla o 30 setin dříve. Těsně pod stupni vítězů, čtvrtá doběhla na MS v atletice 1999 v Seville.
Jedny z nejúspěšnějších sezón zažívá na začátku nového tisíciletí. V roce 2000 se stává v belgickém Gentu halovou mistryní Evropy v běhu na 1500 metrů. Titul získává v čase 4:12,82. V témže roce reprezentuje na letních olympijských hrách v Sydney. Do finále patnáctistovky se probojovala z prvních míst, které obsadila v rozběhu i v semifinále. V něm o pět setin sekundy prohrála s alžírskou běžkyní Mérah-Benidaovou a získala stříbrnou olympijskou medaili. Sezónu završila první místem ve Finále Grand Prix v katarském Dauhá.
V roce 2001 získala stříbrné medaile na halovém MS v Lisabonu i na světovém šampionátu v Edmontonu. Stala se také celkovou vítězkou 17. ročníku atletické Grand Prix a byla jednou z deseti nominovaných atletek v anketě Atlet světa.

## Osobní rekordy
Hala
- 800 m – 1:59,30 – 6. února 1994, Grenoble
- 1500 m – 4:03,53 – 6. března 1999, Maebaši

Dráha
- 800 m – 1:58,57 – 29. července 1998, Paříž
- 1500 m – 3:58,29 – 18. srpna 2000, Monako